# Acrotona subpygmaea
Acrotona subpygmaea är en skalbaggsart som först beskrevs av Max Bernhauer 1909.  Acrotona subpygmaea ingår i släktet Acrotona och familjen kortvingar. Inga underarter finns listade i Catalogue of Life.